# 増殖少女プラナちゃん!
『増殖少女プラナちゃん!』（ぞうしょくしょうじょプラナちゃん!）は、晴瀬ひろきによる日本の漫画作品。秋田書店『チャンピオンRED』で2010年5月号から2011年12月号まで連載された。

## ストーリー
埼玉県に住む女子高生・斑鳩りんねは、姉のありすがアメリカの研究所から送り付けてくる「お土産」にいつも悩まされている。ある日、いつもと同じように届いた荷物は人間とプラナリアの遺伝子合成実験で誕生した増殖少女・プラナだった。こうして、衝撃を受けると無尽蔵に分裂を繰り返すプラナとりんねの奇妙な共同生活が幕を開ける。

## 登場人物
斑鳩 りんね（いかるが りんね）
主人公。九里玖高校に通う16歳の女子高生。年の離れた姉・ありすがアメリカへ引っ越してしまったため、一軒家で一人暮らしをしているが、姉が送り付けてくる「お土産」と称する研究材料にいつも悩まされていた。名前の由来はカール・フォン・リンネ。
プラナ
アメリカのジェファーソン研究所において人間とプラナリアの遺伝子合成実験で誕生し、日本の斑鳩家へ「お土産」と称して送り付けられて来た新生物。身長124センチで、人間の少女とさほど変わらない外見をしているが衝撃を受けると無限に分身を作り出す特性を持っており、分身体はサイズを自由に調節することが可能。また、どれだけ大量に分身を作っても30分経過すれば全ての分身が本体に吸収される。プリンが大好物。
杉田 百子（すぎた ももこ）
りんねの同級生。BLとコスプレを愛する腐女子。名前の由来は杉田玄白。
カミラ・ドーキンス
眼鏡と大阪弁が特徴の、イギリスから九里玖高校に留学しているりんねの同級生。実家は相当な資産家で、日本に別邸を持っている。名前の由来はリチャード・ドーキンス。
杉田 千佳子（すぎた ちかこ）
百子の姉。25歳。家業の薬局に薬剤師として常駐しているが、面倒臭がりな性格で勤務態度は不真面目。
斑鳩 ありす（いかるが ありす）
りんねの姉。25歳。学生時代は近隣でも変わり者と評判だった。現在は生物学者としてアメリカのジェファーソン研究所に所属しているが、時折「お土産」と称して研究材料を日本の斑鳩家に送り付けてくる。科学者であるにも関わらずオカルトに強い興味を抱いており、霊感商法にしばしば引っかかっている。
リア
プラナが悪戯をする度にりんねから叱られたフラストレーションが蓄積した結果、突然変異により分離した新生物。プラナとは全く異なる褐色の肌が特徴の外観を有しており、人格もプラナからは完全に独立した「悪い子」を体現した存在となっている。誕生した順序はプラナよりも後であるが、精神年齢はプラナより上であるためかプラナからは「おねえちゃん」と呼ばれている。カレーが大好物。

## 単行本
- 晴瀬ひろき 『増殖少女プラナちゃん!』 秋田書店〈チャンピオンREDコミックス〉、全2巻
  1. 2011年3月5日初版発行（2011年2月18日発売） ISBN 978-4-253-23307-1
  2. 2012年1月5日初版発行（2011年12月20日発売） ISBN 978-4-253-23308-8 - 巻末に、読み切り作品『子えんざいむ R13』収録